# Grand Prix automobile d'Australie 2001
GP précédent GP suivant
Le Grand Prix automobile d'Australie 2001 (2001 Qantas Australian Grand Prix), disputé le 4 mars 2001 sur le circuit de l'Albert Park, est la 664e épreuve du championnat du monde de Formule 1 courue depuis 1950. Il s'agit de la dix-septième édition du Grand Prix d'Australie comptant pour le championnat du monde de Formule 1 et de la première manche du championnat 2001.

## Classement
| Pos. | No | Pilote                | Écurie           | Tours | Temps/Abandon                      | Grille | Points |
| ---- | -- | --------------------- | ---------------- | ----- | ---------------------------------- | ------ | ------ |
| 1    | 1  | Michael Schumacher    | Ferrari          | 58    | 1 h 38 min 26 s 533 (187,465 km/h) | 1      | 10     |
| 2    | 4  | David Coulthard       | McLaren-Mercedes | 58    | + 1 s 717                          | 6      | 6      |
| 3    | 2  | Rubens Barrichello    | Ferrari          | 58    | + 33 s 491                         | 2      | 4      |
| 4    | 16 | Nick Heidfeld         | Sauber-Petronas  | 58    | + 1 min 11 s 479                   | 10     | 3      |
| 5    | 11 | Heinz-Harald Frentzen | Jordan-Honda     | 58    | + 1 min 12 s 807                   | 4      | 2      |
| 6    | 17 | Kimi Räikkönen        | Sauber-Petronas  | 58    | + 1 min 24 s 143                   | 13     | 1      |
| 7    | 9  | Olivier Panis         | BAR-Honda        | 58    | + 1 min 27 s 050                   | 9      |        |
| 8    | 19 | Luciano Burti         | Jaguar-Ford      | 57    | + 1 tour                           | 21     |        |
| 9    | 22 | Jean Alesi            | Prost-Acer       | 57    | + 1 tour                           | 14     |        |
| 10   | 14 | Jos Verstappen        | Arrows-Asiatech  | 57    | + 1 tour                           | 15     |        |
| 11   | 18 | Eddie Irvine          | Jaguar-Ford      | 57    | + 1 tour                           | 12     |        |
| 12   | 21 | Fernando Alonso       | Minardi-European | 56    | + 2 tours                          | 19     |        |
| 13   | 7  | Giancarlo Fisichella  | Benetton-Renault | 55    | + 3 tours                          | 17     |        |
| Abd. | 8  | Jenson Button         | Benetton-Renault | 52    | Échappement                        | 16     |        |
| Abd. | 6  | Juan Pablo Montoya    | Williams-BMW     | 40    | Moteur                             | 11     |        |
| Abd. | 12 | Jarno Trulli          | Jordan-Honda     | 38    | Moteur                             | 7      |        |
| Abd. | 3  | Mika Häkkinen         | McLaren-Mercedes | 25    | Accident                           | 3      |        |
| Abd. | 5  | Ralf Schumacher       | Williams-BMW     | 4     | Collision                          | 5      |        |
| Abd. | 10 | Jacques Villeneuve    | BAR-Honda        | 4     | Collision                          | 8      |        |
| Abd. | 20 | Tarso Marques         | Minardi-European | 3     | Moteur                             | 22     |        |
| Abd. | 15 | Enrique Bernoldi      | Arrows-Asiatech  | 2     | Accident                           | 18     |        |
| Abd. | 23 | Gaston Mazzacane      | Prost-Acer       | 0     | Freins                             | 20     |        |

## Pole position et record du tour
- Pole position : Michael Schumacher en 1 min 26 s 892 (vitesse moyenne : 219,707 km/h).
- Meilleur tour en course : Michael Schumacher en 1 min 28 s 214 au 34e tour (vitesse moyenne : 216,415 km/h).

## Tours en tête
- Michael Schumacher (Ferrari) : 54 tours (1-36, 41-58)
- David Coulthard (McLaren-Mercedes) : 4 tours (37-40)[1]

## Statistiques
- 1er Grand Prix pour Fernando Alonso, Kimi Räikkönen et Juan Pablo Montoya.
- Olivier Panis et Jos Verstappen sont pénalisés de 25 secondes pour avoir doublé un concurrent sous drapeau jaune.
- Ce Grand Prix a été marqué par la mort d'un commissaire de piste lors de l'accrochage entre Jacques Villeneuve et Ralf Schumacher au 4e tour. Le commissaire a été touché par un pneu éjecté entre les barrières de sécurité. Il n'y avait pas eu d'accident mortel depuis le GP d'Italie à Monza en 2000 quand un pompier avait également trouvé la mort.
- La course est neutralisée du 5e au 15e tour en raison de l'accrochage entre Jacques Villeneuve et Ralf Schumacher.